# Gulhuvad barbett
Gulhuvad barbett (Stactolaema anchietae) är en fågel i familjen afrikanska barbetter inom ordningen hackspettartade fåglar.

## Utseende och läte
Gulhuvad barbett är en medelstor brun barbett med ljusgult på huvud och haka. Den har ljusare huvud, mindre vingfläckar och ljusare läte än liknande vitvingad barbett. Sången består av ett nasalt "hooo-hooo-hooo".

## Utbredning och systematik
Gulhuvad barbett delas in i tre underarter:
- Stactolaema anchietae rex – förekommer i västra delen av centrala Angola
- Stactolaema anchietae anchietae – förekommer från högländer i södra och centrala Angola till gränsen mot västra Zambia
- Stactolaema anchietae katangae – förekommer i nordöstra Angola, södra Demokratiska republiken Kongo och Zambia

## Levnadssätt
Gulhuvad barbett hittas i miomboskogar, framför allt i flodnära områden med fruktbärande fikonträd och Uapaca kirkiana. 

## Status
Arten har ett stort utbredningsområde och beståndet anses vara stabilt. Internationella naturvårdsunionen IUCN listar den därför som livskraftig (LC).